# Nick Hague
Tyler Nicklaus «Nick» Hague (24 de septiembre de 1975) es un astronauta de la NASA de la generación selecta en 2013.
Hague es un teniente coronel de la Fuerza Aérea de Estados Unidos que proviene de Hoxie, Kansas. Se graduó de la Academia de la Fuerza Aérea de los Estados Unidos, el Instituto de Tecnología de Massachusetts, y la Escuela de Pilotos de Prueba de la Fuerza Aérea de Estados Unidos en Edwards AFB, California. De 2012 hasta 2013, el astronauta trabajó en el Departamento de Defensa como vicejefe de la Organización Conjunta para la Eliminación de Amenazas Improvisadas.
Es el primer astronauta de la generación de 2013 en ser seleccionado para una misión. Fue asignado como ingeniero de vuelo de la Expedición 58 y viajó en el Soyuz MS-10 el 11 de octubre de 2018, el cual tuvo que abortar minutos después de su lanzamiento.
Permaneció en la Estación Espacial Internacional cómo parte de la Expedición 60 entre junio y octubre de 2019, viajando en la Soyuz MS-12.